# Distretto di Carrickfergus
Il distretto di Carrickfergus era una delle suddivisioni amministrative dell'Irlanda del Nord, nel Regno Unito. Fu creato nel 1973. Apparteneva alla contea storica di Antrim.
A partire dal 1º aprile 2015 il distretto di Carrickfergus è stato unito a quello di Ballymena e a quello di Larne per costituire il distretto di Mid e East Antrim.